# Iemva
Iemva (en rus Емва) és una ciutat russa a la República de Komi, es troba a la riba del riu Vym a 130 km al nord-est de Siktivkar. Segons el cens de 2010 tenia 14.574 habitants.
Va ser fundada com un assentament de l'estació de tren de Kniajpogost, la qual obrí el 1942. Va obtenir el títol de ciutat i reanomenada Jeleznodorojni el 1941. Des de 1985, té el nom de Iemva, que és el nom local del riu Vim.